# Ilkin Dovlatov
Ilkin Dovlatov (em azeri: İlkin Dövlətov; Baku, República Socialista Soviética do Azerbaijão (atual Azerbaijão), 16 de junho de 1990), é um cantor azeri. Acompanhou Fahree no Festival Eurovisão da Canção de 2024 em Malmö, em representação do Azerbaijão, com a canção "Özünlə apar".

## Discografia

### Singles

#### Participação especial
| Ano  | Single                                      | Álbum |
| ---- | ------------------------------------------- | ----- |
| 2024 | "Özünlə apar" (Fahree feat. Ilkin Dovlatov) | -     |